# قانون مهاجرت ۱۹۱۷
قانون مهاجرت ۱۹۱۷ (انگلیسی: Immigration Act of 1917) (همچنین به عنوان قانون سوادآموزی و کمتر به عنوان قانون منطقه ممنوعه آسیا شناخته می‌شود) یک قانون ایالات متحده آمریکا بود که هدف آن محدود کردن مهاجرت تحمیل آزمون‌های سوادآموزی بر مهاجران، ایجاد دسته‌های جدید افراد غیرمجاز و ممنوعیت مهاجرت از منطقه آسیا-اقیانوسیه بود. این قانون گسترده‌ترین اقدام مهاجرتی بود که ایالات متحده تا آن زمان تصویب کرده بود، تصویب این لایحه پس از لایحه راه‌ندادن چینی‌ها در سال ۱۸۸۲ در یک چرخش به سمت بومی‌گرایی دنبال شد. این قانون در سال ۱۹۱۷ سیاست مهاجرت را کنترل می‌کرد تا اینکه با قانون مهاجرت ۱۹۲۴ اصلاح شد. هر دو قانون توسط قانون مهاجرت و ملیت ۱۹۵۲ اصلاح شد.
اضطراب از چند پاره شدن هویت فرهنگی آمریکا منجر به ایجاد بسیاری از قوانین با هدف جلوگیری از خطر زرد (تهدید زرد)، تهدید قابل درک جوامع آسیایی به جای هویت آمریکایی شد. قوانینی که مهاجرت آسیا را به ایالات متحده محدود می‌کرد اولین بار در کالیفرنیا به عنوان قوانین ایالتی ظاهر شد. با تصویب قانون تابعیت سال ۱۸۷۰، که شهروندی مهاجران چینی را رد و ورود همه زنان چینی را ممنوع کرد، سیاست‌های استثناگذاری در مهاجرت به حوزه فدرال منتقل شد. دسته‌بندی‌های منع شده با قانون صفحه ۱۸۷۵ گسترش یافت، که طبق آن ورود کارگران چینی، ژاپنی و شرقی، محکومان و روسپی‌ها به ایالات متحده ممنوع بود. قانون ممانعت ورود چینی‌ها از سال ۱۸۸۲ ورود افراد چینی به ایالات متحده را ممنوع کرد و توافق شفاهی در سال ۱۹۰۷ با ژاپن برای جلوگیری از مهاجرت ژاپنی‌ها به ایالات متحده منعقد شد.